# Enseñanza just-in-time
La Enseñanza Just-in-time (a menudo abreviada como JiTT por su denominación en inglés Just-in-time Teaching) es una estrategia pedagógica que utiliza la retroalimentación entre las actividades de aula y el trabajo que el alumno hace en casa para preparar las sesiones que se dan en el aula. Los objetivos son: aumentar el aprendizaje durante el tiempo que se está en el aula, fomentar la motivación de los alumnos, animar a los estudiantes a que se preparen las clases y permitir al profesor encontrar las actividades más adecuadas para las necesidades de sus estudiantes.

## Historia
La Enseñanza Just-in-Time fue desarrollada por profesores universitarios de física en la década de los 90, pero su uso se ha extendido a muchas otras disciplinas académicas. Los primeros trabajos fueron realizados en el departamento de física en la Universidad de Indiana – Purdue University Indianapolis (IUPUI) en colaboración con profesores de física del Davidson College y la Academia de la Fuerza Aérea (USAFA). Posteriormente, JiTT se difundió a través de una combinación de publicaciones, presentaciones y talleres. Docentes que imparten distintas disciplinas tales como biología, química, física, geología, matemáticas, ciencias de la computación, ingeniería mecánica, economía, historia, inglés, francés, filosofía, periodismo, enfermería, música, psicología, sociología, y escritura han adoptado la Enseñanza Just-in-Time. JiTT se utiliza principalmente en el nivel universitario,aunque algunos miembros de la facultad lo han utilizado en el nivel de secundaria y en programas profesionales y de postgrado.

## Metodología
JiTT puede ser descrita como un método a través del cual, todo o alguna parte del tiempo que los estudiantes emplean en preparase las clases es usado para aumentar la calidad del tiempo que estos pasan en clase. Para cumplir esto, JiTT depende de tareas que los alumnos deben completar entre 1-24 horas antes de asistir a clase llamadas tareas pre-clase. A estas tareas se las conoce también como "Ejercicios de calentamiento", "Preflight checks", "Checkpoints", y otros nombres, dependiendo de cada institución. Estas tareas o deberes son normalmente completadas en línea, bien a través de un sitio web, o mediante un sistema de administración del aprendizaje. Las tareas que se realizan antes de asistir a clase incluyen material acerca del contenido que será introducido en la clase siguiente. Como resultado, estas tareas proporcionan un incentivo fuerte para los estudiantes a la hora de completar la lectura requerida o cualquier otro trabajo preparatorio antes de clase. Por esta razón, JiTT ha sido comparado con el uso de pruebas de comprensión lectora. Aun así,  hay diferencias importantes.
Las pruebas de comprensión lectora se realizan generalmente durante el tiempo de clase. Sin embargo, desde que las tareas pre-clase se completan en línea, ya no se pierde tiempo realizándolas en clase. Además, como los alumnos tienen más tiempo para contestar los pre-cuestiones de clase del que tenían haciendo las típicas pruebas de comprensión lectora, las preguntas pueden ser más abiertas y dar que pensar. Esto supone otra diferencia significativa.
La mayoría de los profesores corrigen las tareas pre-clase al menos una hora antes de la clase comience. Esto permite al profesor revisar las respuestas del alumnado antes de que comience la clase. En la mayoría de los casos, los docentes utilizan esta revisión para hacer ajustes en las actividades de aula previstas. Si el profesor cree que el alumnado ha dominado un tema,  pueda reducir o eliminar la discusión de dicho tema durante la clase. De igual manera, si las tareas pre-clase muestran que los alumnos tienen dificultades concretas, estas serán vistas durante la clase con más detenimiento. Estos ajustes "justo a tiempo" de la Enseñanza Just-in-time dan el nombre a esta técnica, tal como las estrategias empresariales Just-in-Time se basan en continuos ajustes en suministros de partes e inventario de productos.
Los profesores que utilizan la Enseñanza Just-in-time, a menudo, utilizan citas textuales de los estudiantes, obtenidas de sus respuestas al realizar las tareas pre-clase, como puntos clave a tratar durante la lección que tendrá lugar en el aula. Este énfasis en trabajo estudiantil como punto de partida o como punto de referencia durante la clase, ayuda a centrar la clase en el alumno y promueve el aprendizaje interactivo. Para maximizar el potencial de esta técnica, las cuestiones planteadas en las tareas pre-clase tendrían que ser abiertas, inacabadas y algo ambiguas.
Teniendo en cuenta lo descrito anteriormente, los pasos a seguir en una "sesión tipo", basada en la Enseñanza Just-in-time, son los siguientes:
1. Los estudiantes realizan lecturas u otras actividades preparatorias.
2. Los estudiantes completan las tareas pre-clase.
3. Los docentes revisan las tareas pre-clase y consideran posibles cambios en la clase que tenían planificada.
4. Los docentes seleccionan citas textuales de las tareas pre-clase de los alumnos para referirse a ellas durante la lección.
5. Durante la clase, los profesores utilizan las citas de los alumnos para dirigir la discusión sobre el tema a tratar.
6. Durante la clase, los estudiantes participan en el debate sobre el tema pertinente entre ellos y con el profesor.
7. Los docentes crean o ajustan las próximas tareas pre-clase para conocer mejor las necesidades de sus alumnos basándose en cómo se haya desarrollado la sesión.

## Resultados
De la evaluación educativa de la Enseñanza Just-in-Time se pueden extraer muchas ideas. Las tareas en el JiTT son en sí mismas un tipo de evaluación formativa. Proporcionan a los estudiantes frecuentes oportunidades para comprobar su comprensión acerca del material, y proporcionan información sobre el progreso de sus estudiantes para conseguir un aprendizaje más profundo. La implementación exitosa del JiTT conduce a ganancias cognitivas que pueden ser moderadas o significativas. El éxito depende, fundamentalmente, de los maestros y de la involucración de los estudiantes. Si los estudiantes ven las tareas como un extra, estas serán completadas de forma superficial en el menor tiempo posible y después se discutirán brevemente al principio de clase, antes de la lectura "real". Así, los alumnos considerarán estas actividades como un trabajo extra y no sacarán ningún beneficio adicional de la Enseñanza just-in-time. Los maestros que usan JiTT informan de todo un rango de resultados que van desde un significativo aumento afectivo y cognitivo hasta ciertas reacciones negativas por parte de los estudiantes, desmotivación y, en ocasiones, el descenso de las ganas de aprender.